# Geoff Ogilvy
Geoff Ogilvy (ur. 11 czerwca 1977 w Adelaide) – australijski golfista, zwycięzca wielkoszlemowego US Open.
Ogilvy został zawodowym golfistą w 1998. W latach 1999 i 2000 występował w rozgrywkach European Tour, w obu sezonach zajmując miejsca w czołowej setce klasyfikacji. W 2001 przeniósł się do amerykańskiego PGA Tour. Pierwsze turniejowe zwycięstwo odniósł w 2005, wygrywając PGA Tour's Chrysler Classic of Tucson w Tucson. Dwukrotnie w tymże sezonie zajmował wysokie miejsca w imprezach zaliczanych do Wielkiego Szlema - w British Open podzielił 5., a w PGA Championship 6. miejsce.
W lutym 2006 wygrał WGC-Accenture Match Play Championship, jeden z turniejów o golfowe mistrzostwo świata rozgrywanych systemem pucharowym, pokonując w finale Davisa Love III. W czerwcu 2006 triumfował w US Open (przed Philem Mickelsonem, Jimem Furykiem i Colinem Montgomerie). Jest pierwszym Australijczykiem z golfowym tytułem wielkoszlemowym od czasu sukcesu Steve Elkingtona w PGA Champioship w 1995.